# Bettarazuke
Il bettarazuke (べったら漬?) è un particolare tipo di tsukemono, sottaceto tipico della cucina giapponese. Si tratta di una specialità consumata soprattutto a Tokyo.

## Preperazione
Si utilizza del daikon a cui si aggiunge zucchero o sale o sakè senza il koji. Il suo sapore è fresco e dolce.

## Nella cultura di massa
Ogni anno, alla sera del 19 ottobre vicino al santuario di Takarada si festeggia tipicamente nutrendosi di bettarazuke.